# Corio (zatoka)
Corio (ang. Corio Bay) – zatoka morska tworząca południowo–wschodnią część zatoki Port Phillip w aglomeracji Melbourne, w południowej części stanu Wiktoria w Australii. 
Miasto Geelong graniczy z zatoką Corio. Nazwa jego położonego na północy przedmieścia Corio pochodzi od nazwy zatoki.

## Nazwa
Gdy podczas swojej ekspedycji Hamilton Hume i William Hovell przybyli do zatoki w 1824 r. napotkali Aborygenów z plemienia Wautharong, którzy zatokę nazywali Jillong, a otaczający ją obszar Corayo. Nazw tych zaczęto powszechnie używać w latach 30. XIX w. dla określania Corio i Geelong.

## Żegluga
Port w Geelong, szósty pod względem wielkości przeładunków w Australii, leży nad zatoką Corio. 
W początkowym okresie osadnictwa piaszczysta mielizna rozciągająca się w poprzek zatoki pomiędzy Point Lilias i Point Henry zablokowała dostęp statkom do wewnętrznego portu. Musiały kotwiczyć przed mielizną, a towary były transportowane do Geelong małymi łodziami. W czasie odpływu istniała częściowa możliwość pieszego przejścia zatoki po mieliźnie. 
W 1853 r. przekopano pierwszy żeglowny kanał przez mieliznę, którym mogły przepływać statki o maksymalnym zanurzeniu do 4 m. W latach 60. XIX w. pogłębiono kanał do 6 m. W 1881 r. zaczęto budowę nowego kanału. Nazwano go Hopetoun Channel od nazwiska Lorda Hopetouna, który otworzył go 20.12.1893 r.
Zarządzanie kanałem i portem leżało w rękach Geelong Harbour Trust, który został utworzony w grudniu 1905 r. W 1981 r. trust został przejęty przez Port of Geelong Authority. Towarzystwo to zostało w 1996 r. sprzedane TNT Logistics przez państwo za 49,6 mln dolarów. Później zmieniono nazwę na GeelongPort.

## Wypoczynek
Wybrzeże zatoki Corio stała się popularnym miejscem wypoczynku dla mieszkańców Geelong. Od lat 30. XX w. plaża Eastern Beach stała się znanym ośrodkiem pływackim. Również żeglarstwo jest tu popularnym sportem, który ułatwia szereg publicznych ramp i pomostów dla łodzi. Zatoka jest również siedzibą klubu jachtowego Royal Geelong Yacht Club, który powstał w 1859 roku, a położona w pobliżu Bay City Marina, została wybudowana w latach 80. XX w. Czasami w zatoce można zaobserwować wieloryby i delfiny.

## Galeria

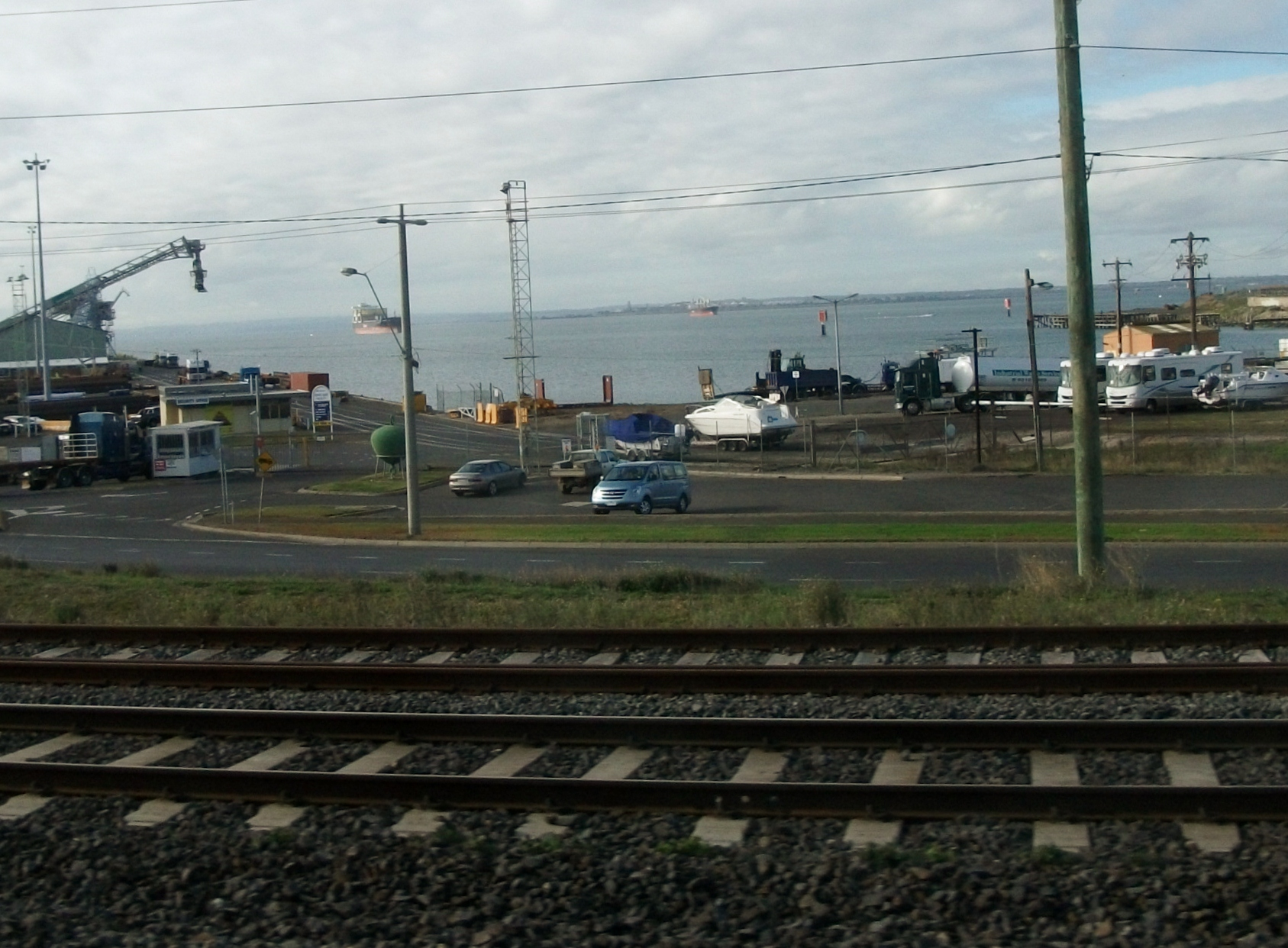
Zatoka Corio z The Overland, maj 2011
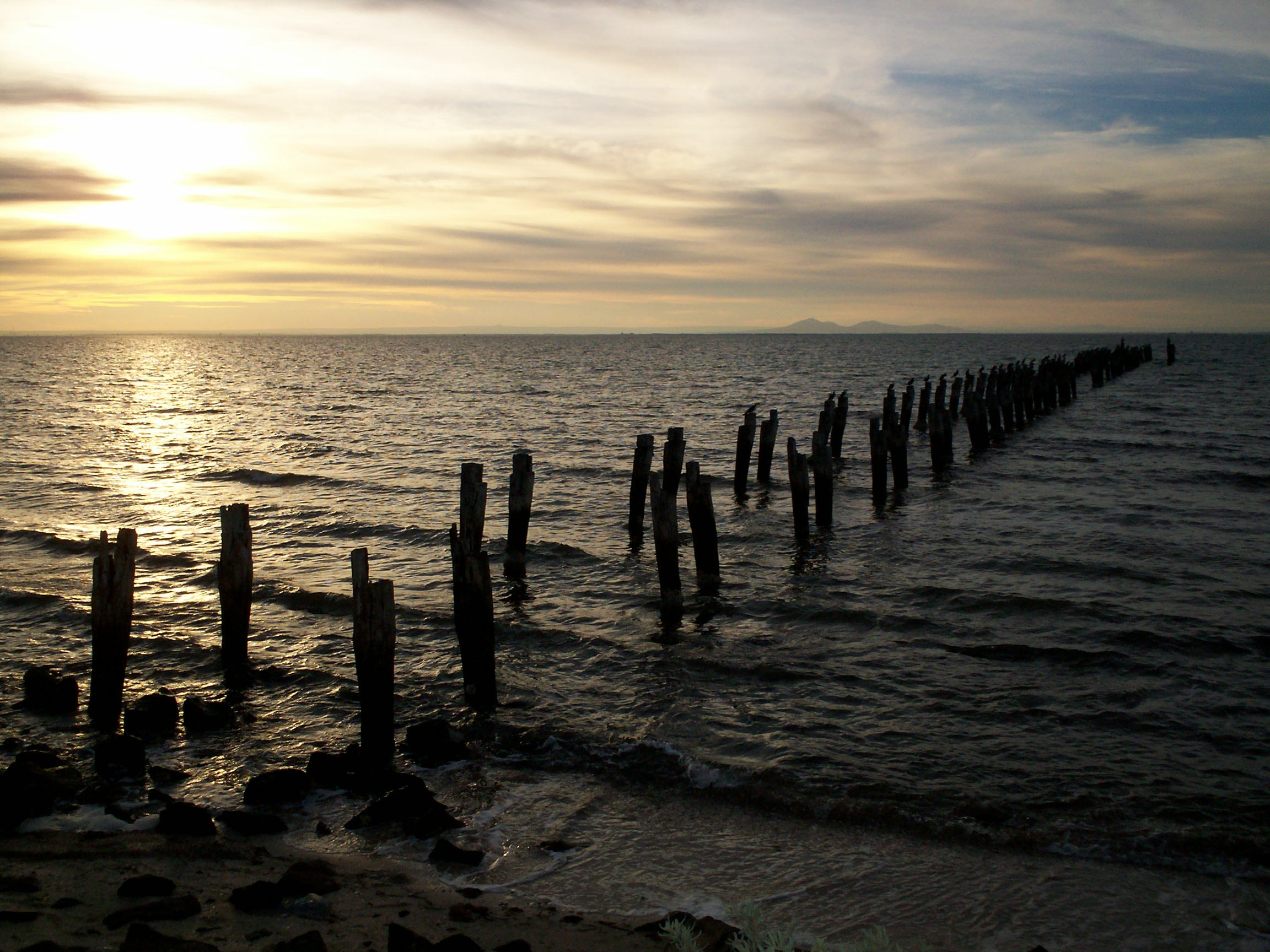
Zatoka Corio z Clifton Springs
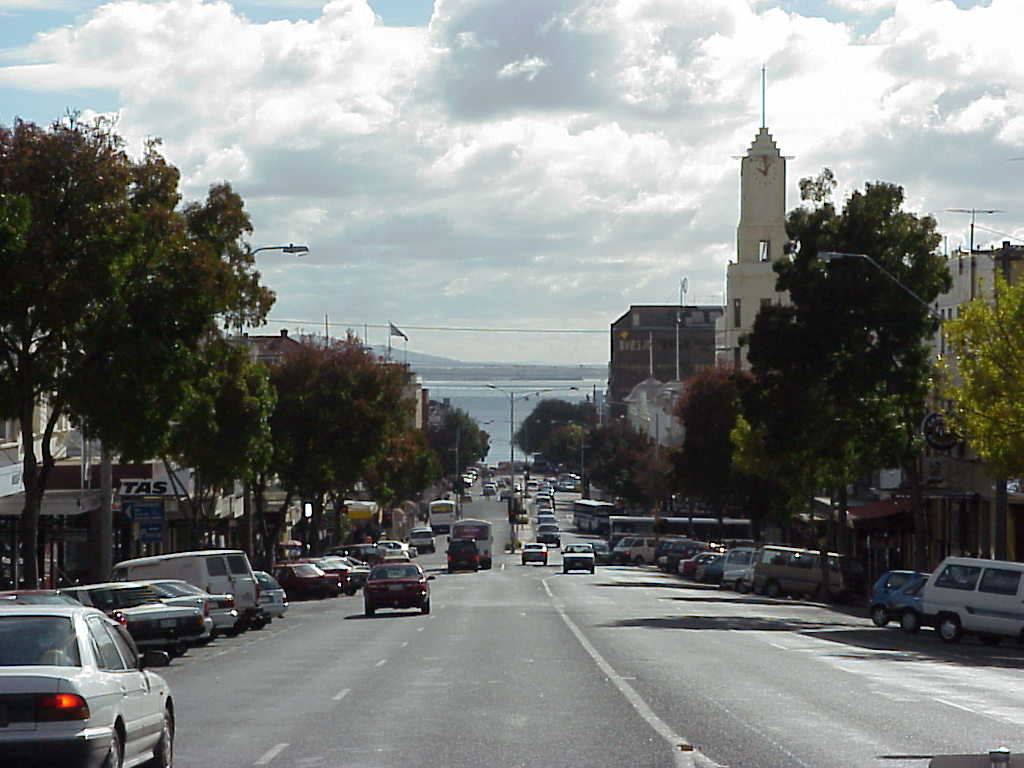
Zatoka Corio z Moorabool Street w Geelong
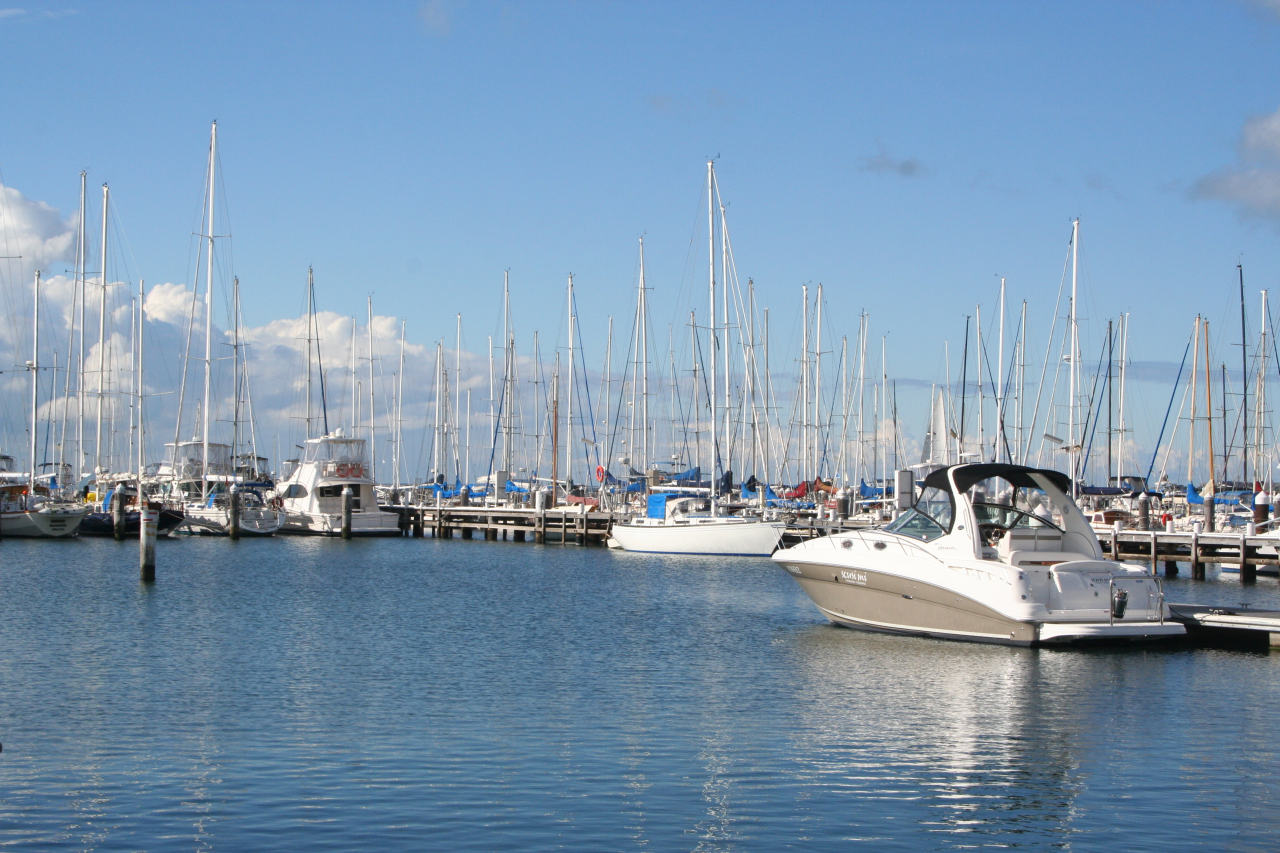
Bay City Marina w Geelong